# Михаило Вукдраговић
Михаило Вукдраговић (Окучани, 8. септембар 1900 — Београд, 14. март 1986) био је српски композитор и диригент.

## Биографија
Михаило Вукдраговић рођен је 8. септембра 1900. године у Окучанима, данашња Хрватска. Студирао је од 1921-1925. на Конзерваторијуму у Прагу. Студирао је композицију у класи К. Б. Јирака, а дириговање код В. Талиха. Од 1927. године почиње да ради у Београду где се успешно показао у више делатности. До 1937. године радио је као професор у Музичкој школи „Станковић“, где је уједно био и директор од 1935-1937. године. У исто време је био и диригент хора и оркестра „Станковић“. 
Хор „Станковић“ на челу са Михаилом први пут у Београду изводи Бетовенову композицију Missa solemnis. Био је шеф музичког програма и симфонијског оркестра Радио Београда у два маха, од 1937-1940. и од 1945-1948. године. Већ 1940. године био је изабран за ванредног, а потом, 1945. године и за редовног професора дириговања на Музичкој академији у Београду. Од 1947-1952. године био је и ректор Музичке академије. Године 1957. долази до уједињења три академије уметности и формирања Уметничке академије у којој Вукдраговић постаје први ректор.
Био је ангажован и као музичко-друштвени радник, па је сходно томе радио на месту генералног секретара Савеза композитора Југославије од 1953-1962. године. Осим тога, био је председник Савеза културно-просветних друштава Србије и Савеза музичких друштава Србије.
Године 1950. изабран је за дописног, а 1961. године постаје редовни члан Српске академије наука и уметности. 
Осим дириговањем и компоновањем, успешно се бавио музичком публицистиком и критиком.
Музичка школа у Шапцу носи његово име.

## Награде
Добитник је више награда попут:
- Награда Комитета за културу и уметност Владе ФНРЈ, 1945. и 1948. године
- Награда Савеза композитора Југославије, 1956. године (за кантату "Свети гробови")
- Вукова награда, 1965. године (за унапређење музичког аматеризма)
- Седмојулска награда за животно дело 1971. године[1]

## Галерија
- Програм концерта Оркестра „Станковић” под дириговањем Михаила Вукдраговића
- Вече сонате, које се одржало у Задужбини Илије М. Коларца 21.марта 1933. године
- Програм концерта Симфонијског оркестра Републике Србије, који се одржао у Задужбини Илије М. Коларца, 20. марта 1951. године.